# 安原勝久
安原 勝久（やすはら かつひさ、1988年5月30日 - ）とは、地方競馬の兵庫県競馬組合・園田競馬場橋本忠男厩舎所属の元騎手である。地方競馬教養センター騎手課程第83期生。

## 来歴
2006年3月31日付けで地方競馬騎手免許を取得。同年4月18日第2回園田競馬1日目第5競走D8二組4歳以上条件戦ハヤテユジンで初騎乗（10頭立て2番人気5着）。同年7月4日第8回園田競馬1日目第4競走D5三組4歳以上条件戦をハヤテユジンで優勝し、初勝利（9頭立て1番人気）。
2008年1月14日、高知競馬場で行われた第22回全日本新人王争覇戦に出場し、ハナ差で優勝を逃す（2着）。
2011年5月26日騎手免許取消を申請し、引退した。
地方通算成績は1450戦85勝・2着97回・3着115回・勝率5.9%・連対率12.6%